# I Jongdzsin
I Jongdzsin (hangul: 이영진, handzsa: 李咏眞, RR: Lee Young-jin; Szöul, 1963. október 27. –) dél-koreai válogatott labdarúgó, középpályás és edző.

## Pályafutása

### Klubcsapatban
1986 és 1995 között az LG Cheetahs csapatában játszott. 1990-ben a Szangmu FC játékosa volt kölcsönben és letöltötte a katonai szolgálatát. 1996-ban a japán Oita Trinita szerződtette. 1997-ben az Anyang LG Cheetahs színeiben fejezte be a pályafutását. 

### A válogatottban
1989 és 1994 között 51 alkalommal játszott a dél-koreai válogatottban és 1 gólt szerzett. Részt vett az 1990-es és az 1994-es világbajnokságon.

## Sikerei, díjai
LG Cheetahs
- Dél-koreai bajnok (1): 1990

Dél-Korea
- Ázsia-játékok bronzérmes (1): 1990